# Phricanthes argyraetha
Phricanthes argyraetha es una especie de polilla de la familia Tortricidae. Se encuentra en Sri Lanka.